# Montaña Clara
Montaña Clara est une île secondaire des îles Canaries, faisant partie de l'archipel de Chinijo et rattachée à la commune de Teguise (Lanzarote). Elle est située à deux kilomètres au nord de La Graciosa. 

## Géographie
Il s'agit d'un volcan dont le grand cratère est en partie immergé dans la mer sur le côté nord. L'îlot n'est pas habité et forme avec le reste de l'archipel une réserve naturelle, paradis des oiseaux.
Elle est incluse dans la réserve marine de La Graciosa et des îlots du nord de Lanzarote.

## Propriété de l'îlot
L'île appartient aux héritiers de Mariano López Socas, qui l'achète en 1957 alors qu'il est maire de la municipalité de Haría, à Lanzarote. En 2007, l'île est mise aux enchères avec un prix de départ de neuf millions d'euros. Bien qu'il y ait des tentatives pour négocier la propriété de l'État sur l'île, elles n'aboutissent pas et le gouvernement espagnol envisage alors une expropriation tout en cherchant un accord à l'amiable avec les propriétaires.